# Сонино (Ростовская область)
Со́нино — хутор в Азовском районе Ростовской области.
Входит в состав Отрадовского сельского поселения.

## География
Село находится на правом берегу реки Ея, по которой проходит граница с Краснодарским краем, на расстоянии 75 км (по дорогам) к юго-западу от города Азов, административного центра района.

## Население
| 1989 | 2002 | 2010 |
| ---- | ---- | ---- |
| 69   | ↗77  | ↘46  |

## Улицы
- ул. Дачная,
- ул. Мостовая.

## Достопримечательности
На территории хутора Сонино расположено несколько достопримечательностей. Их возникновение и существование датируется периодом II тысячи лет до нашей эры – XIV век нашей эры. Объекты были признаны памятниками археологии, согласно существующего Решения Малого Совета облсовета №301 от 18 ноября 1992 года. Им присвоена местная категория охраны.
- Курганный могильник «Сонино-4» — памятник археологии, который расположен на расстоянии 2,5 километров на север от хутора Сонино[4].
- Курганный могильник «Сонино-3» (5 насыпей) — памятник археологии, расположен на расстоянии 700 метров на север от хутора Сонино. Территория археологического памятника проходит вдоль надпойменной террасы реки Ея[5].
- Курганный могильник «Сонино-2» — памятник археологии, его территория находится на островке на реке Ея. От хутора Сонино до курганного могильника «Сонино-2» - расстояние 1,5 километров[6].
- Курганная группа «Сонино-1» (3 кургана) — памятник археологии, расположен на северной окраине села Сонино[7].